# Я помню чудное мгновенье…
«Я помню чудное мгновенье» — традиционное название (по первой строке) стихотворения Александра Сергеевича Пушкина «К***», обращённого (согласно общепринятой версии) к Анне Керн, супруге коменданта Рижской крепости героя Отечественной войны 1812 года Ермолая Фёдоровича Керна. В результате проведённого в 2015 году журналом «Русский репортёр» социологического исследования стихотворение заняло 1-е место в сотне самых популярных в России стихотворных строк, включающих, в числе прочего, русскую и мировую классику.

## История написания стихотворения
Стихотворение было написано не позже 19 июля 1825 года. В это время Пушкин вынужден был находиться на территории фамильного имения Михайловское. Впервые стихотворение «К***» было напечатано в известном альманахе «Северные цветы», издателем которого был лицейский товарищ Пушкина Антон Антонович Дельвиг, в 1827 году. В первый раз Пушкин увидел Керн ещё задолго до своего вынужденного затворничества; встреча состоялась в Санкт-Петербурге в 1819 году, Анна Керн произвела на поэта неизгладимое впечатление. В следующий раз Пушкин и Керн увиделись только в 1825 году, когда Керн гостила у своей тётки Прасковьи Осиповой в имении Тригорское; Осипова была соседкой Пушкина и хорошей его знакомой. Считается, что новая встреча, состоявшаяся после столь длительного перерыва, вдохновила Пушкина на создание эпохального стихотворения. Известно, что автограф произведения А. С. Пушкин лично подарил Анне Керн перед её отъездом из Тригорского в Ригу, который состоялся 19 июля 1825 года. Автограф, согласно воспоминаниям А. П. Керн, находился между неразрезанными листками экземпляра второй главы «Евгения Онегина». Когда Керн собиралась спрятать поэтический подарок в шкатулку, Пушкин долго на неё смотрел, «потом судорожно выхватил» его и не хотел возвращать; насилу Керн выпросила его опять. Помимо прочего, этот эксклюзивный беловой вариант был безвозвратно утерян — судя по всему, именно в Риге, в доме коменданта.
Главной темой стихотворного послания Пушкина является тема любви, которая всегда занимала ключевое место в его творчестве. Именно биографические реалии организуют композиционное единство этого значимого в мировой литературе образца любовной лирики. Пушкин представляет ёмкий очерк своей жизни между первой встречей с героиней послания и настоящим моментом, косвенно упоминая основные события, произошедшие с биографическим лирическим героем: ссылка на юг страны, период горького разочарования в жизни, в который были созданы художественные произведения, проникнутые ощущениями неподдельного пессимизма («Демон», «Свободы сеятель пустынный»), подавленное настроение в период новой ссылки в родовое имение Михайловское. Однако вдруг наступает воскресение души, чудо возрождения жизни, обусловленное явлением божественного образа музы, которая приносит с собой прежнюю радость творчества и созидания, которая открывается автору в новом ракурсе. Именно в момент духовного пробуждения и прилива витальной энергии лирический герой вновь встречает героиню стихотворного послания: «Душе настало пробужденье: / И вот опять явилась ты…».
Образ героини существенно обобщён и максимально поэтизирован; он значительно отличается от того образа, который предстаёт на страницах пушкинских писем в Ригу и друзьям, созданных в период вынужденного времяпрепровождения в Михайловском. Вместе с тем неоправданна постановка знака равенства, равно как и отождествление «гения чистой красоты» с реальной биографической Анной Петровной Керн. На невозможность признания узко биографической подоплёки стихотворного послания указывает тематическая и композиционная схожесть с другим любовным поэтическим текстом под названием «К ней», созданного Пушкиным в 1817 году.
Многие поэтические символы, употребляющиеся в стихотворении, утратили своё первоначальное значение в контексте канонизации романтического дискурса: «видение», «Божество», «слёзы»; черты лица героини «милые» и «небесные». Одновременно неподражаемая простота пушкинского нарратива оживляет старые клишированные формулы романтической лирики, одаряя их новым поэтическим звучанием. Выдающаяся поэтическая конструкция «гений чистой красоты» взята из романтической повести «Лалла-Рук» Томаса Мура, в переводе Василия Андреевича Жуковского.

Здесь важно вспомнить об идее вдохновенья. Любовь для поэта ценна также и в смысле дарования творческого вдохновения, желания творить. В заглавной строфе описывается первая встреча поэта и его возлюбленной. Пушкин характеризует этот момент очень яркими, выразительными эпитетами («чудное мгновение», «мимолётное виденье», «гений чистой красоты»). Любовь для поэта — это глубокое, искреннее, волшебное чувство, которое полностью захватывает его. Дальнейшие три строфы стихотворения описывают следующий этап в жизни поэта — его изгнание. Тяжёлое время в судьбе Пушкина, полное жизненных испытаний, переживаний. Это время «томленья грусти безнадёжной» в душе поэта. Расставание с его юношескими идеалами, этап взросления («Рассеял прежние мечты»). Возможно, были у поэта и моменты отчаяния («Без Божества, без вдохновенья») Упоминается также о ссылке автора («В глуши, во мраке заточенья …»). Жизнь поэта словно замерла, потеряла смысл. Жанр стихотворения — любовное послание. Стихотворный размер произведения типичен для Пушкина – это четырёхстопный ямб с перекрёстным способом рифмовки АВАВ.
Выдвигались и другие версии по поводу героини стихотворения Пушкина. Михаил Дудин считал ею крепостную девушку Ольгу Калашникову, чему посвятил своё стихотворение «Об Ольге Калашниковой моя песня». Вадим Николаев выдвинул версию, согласно которой стихотворение посвящено Татьяне Лариной, то есть это «не любовная лирика, а стихи о создании образа».

## Романс
Стихотворение было положено на музыку В. П. Титовым (1829), А. А. Алябьевым (1832), Н. А. Мельгуновым (1832), К. А. Герике (1833). В 1840 году композитор Михаил Глинка написал на стихотворение Пушкина романс, посвятив его своей любимой — Екатерине Керн (дочери Анны Керн). Стихи Пушкина в сочетании с музыкой Глинки обеспечивают произведению известность в широких кругах.
В критике устоялось мнение о том, что Глинка в своей музыке сумел достичь уровня поэзии Пушкина. Так, Б. В. Асафьев, говоря о «замечательном романсе» Глинки, пишет, что его мелодия «плывёт над и вместе с пушкинским стихом, создавая в целом впечатление интонационного единства и слияния напевности звуков, слов и музыки». О нерасторжимости текста и мелодии в сознании слушателя пишет и М. А. Овчинников: «С тех пор, как написан этот романс, почти невозможно отделить пушкинские стихи от музыки Глинки». Большинство исследователей-музыковедов полагают, что музыкальный гений Глинки дополнил и усилил поэтический гений Пушкина. По словам А. Е. Майкапара, «Поэтический бриллиант получил достойную музыкальную оправу. Вряд ли найдется поэт, который не мечтал бы о таком обрамлении своих творений». Литературный критик Наталья Рубинштейн высказывает прямо противоположное мнение, выражая сомнения не в гениальности музыки, а в её правомочии быть нерасторжимой с изначальным текстом. Называя «Я помню чудное мгновенье» «русским романсом номер один», она сожалеет о невозможности «услышать этот текст „голым“, не обёрнутым в мелодию», поскольку «стихотворение запето, заиграно, стёрто до полной потери независимости».

## В других произведениях
В 2019 году Вячеслов Бутусов и его группа «Орден Славы» записали музыкальный альбом «Аллилуия». На стихотворение Пушкина «Я помню чудное мгновенье…» Вячеслав Бутусов написал сразу две мелодии, песни вошли в альбом под названиями «Чудное мгновение». В своей книги «Архия» Бутусов писал: «Итак, я живу в Пушкине, а он во мне». Музыкант действительно проживает под Санкт-Петербургом в городе Пушкин, также известном как Царское село.